# Evangelium der Wahrheit

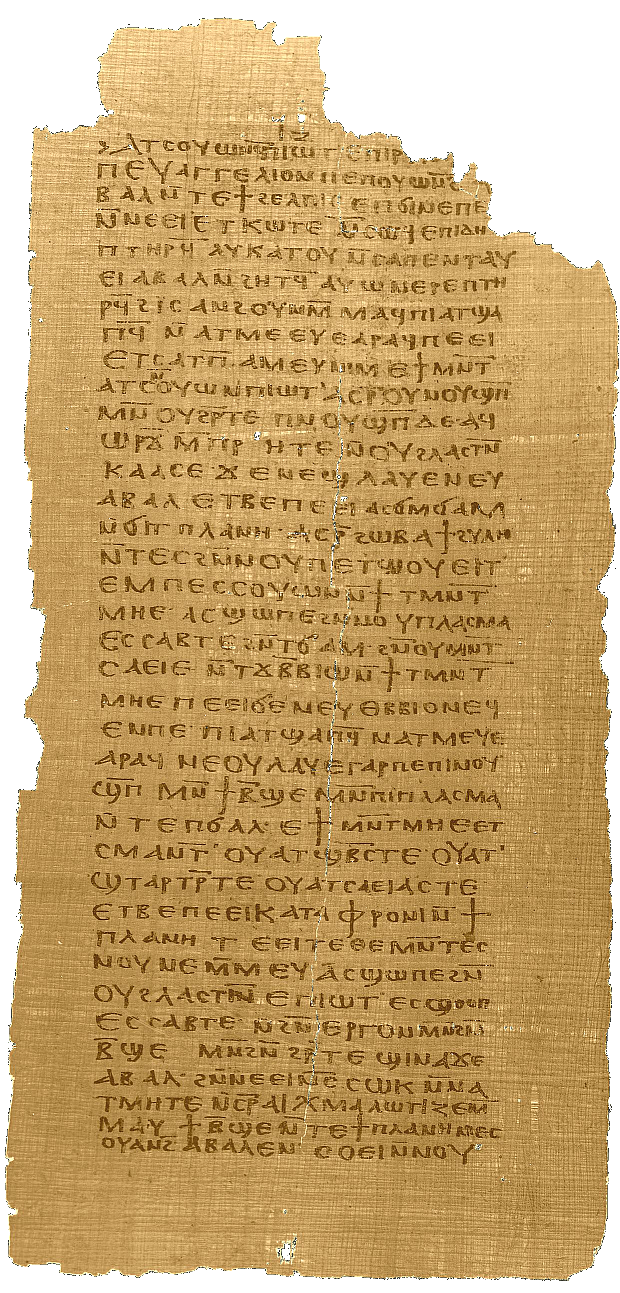
Nag-Hammadi-Kodex I, Blatt 17 mit dem Evangelium der Wahrheit

Das Evangelium der Wahrheit (Evangelium Veritatis, abgekürzt: EvVer oder EV) ist ein gnostischer Text in koptischer Sprache, wahrscheinlich aus dem 2. Jahrhundert. Es ist Teil der Nag-Hammadi-Schriften (Ägypten). Dort ist es als dritte Schrift des 1. Kodex (NHC I,3) überliefert und Teile davon in Kodex XII. Irenäus von Lyon erwähnt ein Evangelium dieses Namens. Ob es sich um dasselbe handelt, ist offen.

## Name und Gattung
Die Schrift trägt keinen ausdrücklichen Titel; antikem Brauch entsprechend wurden die ersten beiden Worte („Das Evangelium der Wahrheit ist ein Frohlocken…“) als Titel genommen. Von der Gattung her ist es kein Evangelium, sondern ein predigtähnlicher Text mit belehrenden und ermahnenden Abschnitten.

## Datierung
Die Begriffe und Anklänge an die valentinianische Gnosis legen eine Identifizierung als das bei Irenäus (Adversus haereses III 1,9) erwähnte „Evangelium der Wahrheit“ nahe. In diesem Fall wäre der Text um 150 n. Chr. entstanden. Einige „judenchristliche Reste“ (p. 19,9 f.) sprechen für eine frühere Entstehung.

## Inhalt
- Einleitung: Ursprung, Ort und Bedeutung des Wortes, das vom „himmlischen Vater“ hervorgegangen ist (p. 16,31-17,3)
- Entstehung des Irrtums aus der Suche der göttlichen Welt nach „dem Ursprung“ (mangels klarer Erkenntnis des Vaters); Entstehung der materiellen Welt durch den Irrtum (als Ersatz für die wahre Wirklichkeit) (p. 17,4–18,3)
- Entstehung der „Einsicht“ (Gnosis) aus dem Vater (p. 18,4)
- Rolle des Erlösers, Offenbarung der Gnosis als Buch
- Folgen der Offenbarung
- Rückkehr in die Ruhe im Vater

## Wichtige Aussagen
- „Der Name Evangelium bedeutet: Hier wird den Menschen Hoffnung geoffenbart. Hier können alle, die suchen, das finden, was sie suchen.“ (S. 17)
- „Der Irrtum beschäftigte sich mit Macht damit, einen schönen Ersatz für die wahre Wirklichkeit zu schaffen: die sichtbare Welt.“ (S. 17)
- „Verachtet den Irrtum! Weil er so entstand, hat er keine Wurzel. Er entstand in einem Nebel, weil man den Vater nicht klar erkennen konnte.“ (S. 17)
- „Wenn man daher den Vater kennenlernt, dann wird von da an das Vergessen nicht mehr bestehen können. Dies ist das Evangelium Gottes, nach dem die Menschen suchen. / Jesus Christus hat es geoffenbart. Er ist das verborgene Geheimnis.“ (S. 18)
- „Wer aber bis zuletzt ohne Einsicht ist, der ist ein Geschöpf des Vergessens, und er wird mit dem Vergessen zusammen vergehen.“ (S. 21)

## Ausgaben

### Koptischer Text
- The Gospel of Truth. Coptic text from Harold W. Attridge (ed.). Nag Hammadi Codex I. E. J. Brill, Leiden 1985 (koptisch; metalog.org (Memento vom 17. April 2014 im Internet Archive)).

### Übersetzungen, Einführungen, Kommentare
- James M. Robinson (Hrsg.): Nag Hammadi Studies (NHS). Brill, Leiden 1948 ff., ISSN 0169-7749, S. 37–49 (koptisch und englische Übersetzung; brill.com).
- Walter Till: Das Evangelium der Wahrheit. In: Zeitschrift für die Neutestamentliche Wissenschaft und die Kunde der Älteren Kirche. Band 50 (Jahresband, 1959), S. 165–185, doi:10.1515/zntw.1959.50.1.165 (deutsche Übersetzung).
- The Gospel of Truth. A Valentinian Meditation on the Gospel. Translation from the Coptic and Commentary by Kendrick Grobel. Abingdon Press, New York & Nashville 1960, OCLC 696023173; A. and C. Black, London 1960, OCLC 631398243 (englisch; mit ausführlicher Kommentierung; S. 1–75: metalog.org [Memento vom 21. November 2013 im Internet Archive]; S. 76–151: metalog.org [Memento vom 27. Dezember 2010 im Internet Archive]; S. 152–206: [keine Mementos]; Rezensionen: JSTOR:1200166, JSTOR:23571970, JSTOR:23957962, JSTOR:43710860).
- Robert M. Grant: The Gospel of Truth. In: Gnosticism. Harper & Brothers, New York 1961 (englische Übersetzung; gnosis.org – The Nag Hammadi Library).
- Das Evangelium der Wahrheit (NHC I,3). In: Bibel der Häretiker. Die gnostischen Schriften aus Nag Hammadi. Eingeleitet, übersetzt und kommentiert von Gerd Lüdemann und Martina Janßen. Radius, Stuttgart 1997, ISBN 3-87173-128-5 (deutscher Text zusammen mit allen anderen Nag-Hammadi-Schriften; gwdg.de [Memento vom 22. Dezember 2007 im Internet Archive], Navigation: „Up: No Title“ zum Gesamtverzeichnis des Buches).
- Klaus Berger, Christiane Nord: Das Neue Testament und frühchristliche Schriften. Insel-Verlag, Frankfurt 1999, ISBN 3-458-16970-9, S. 1050–1067 (Einleitung und deutsche Übersetzung).
- Hans-Josef Klauck: Apokryphe Evangelien. Verlag Katholisches Bibelwerk, Stuttgart 2002, ISBN 3-460-33022-8, S. 177–188.
- J. Woodrow McCree: Valentinus and the Gospel of Truth in their biblical and cultural matrix. Union Theological Seminary, New York, N. Y. 2003, OCLC 505308007 (englisch; Diss.; 283 S.).
- Jörgen Magnusson: Rethinking the gospel of truth. A study of its eastern Valentinian setting. Uppsala Universitet, Uppsala 2006, ISBN 91-506-1894-6 (englisch; Diss.; 189 S.).
- Thomas Paterson Brown: The Gospel of Truth. In: Metalogos: The Gospels of Thomas & Philip & Truth. April 1992, S. 2 (Einleitung), S. 54 ff. (englischer Text). Kommentierte Online-Ausgabe des Ecumenical Coptic Project, Version vom Januar 2012 (metalog.org [Memento vom 2. April 2014 im Internet Archive]; Alternativlink: The Gospel of Truth – Internet Archive).
- Mark M. Mattison: The Gospel of Truth: The Mystical Gospel. CreateSpace Independent Publishing Platform, 2018, ISBN 978-1-7274-6899-1 (englisch; 81 S.).

### Einzeluntersuchungen
- Cullen I. K. Story: The nature of truth in “The gospel of truth” and in writings of Justin Martyr. A study of the pattern of orthodoxy in the middle of the second Christian century (= Supplements to Novum Testamentum. Vol. 25). E. J. Brill, 1970, ISBN 978-90-04-01605-7, Kap. 1: An Analysis of Evangelium Veritatis, S. 1–42, doi:10.1163/9789004266025 (englisch; Diss.; 247 S.).
- Judith Hoch Wray: Rest as a theological metaphor in the Epistle to the Hebrews and the gospel of truth early Christian homiletics of rest (= Society of Biblical Literature [Hrsg.]: Dissertation series. No. 166). Scholars Press, Atlanta, Ga. 1998, ISBN 0-7885-0511-4 (englisch; zugl.: New York, Union Theol. Seminary, Diss., 1997; 206 S.).